# Majestic (Schiff, 1895)
Die HMS Majestic war das Typschiff der nach ihr benannten Schiffsklasse von Einheitslinienschiffen (engl. pre-dreadnought), die in den 1890er-Jahren für die Royal Navy gebaut wurden.

## Geschichte
Die Majestic wurde am 5. Februar 1894 in Portsmouth auf Kiel gelegt, am 21. Januar 1895 vom Stapel gelassen und am 12. Dezember für den Einsatz in der Kanalflotte in Dienst gestellt. Am 26. Juni 1897 nahm sie an der Flottenschau in Spithead zu Ehren des Diamantenen Thronjubiläums von Königin Victoria und am 16. August 1902 anlässlich der Krönung von König Eduard VII teil. Im Rahmen der Umstrukturierung der Flotte von Januar 1905 wurde die Majestic Teil der in Atlantic Fleet umbenannten Kanalflotte. Am 1. Oktober 1906 wurde sie in Portsmouth für eine Überholung ausgemustert. Am 26. Februar 1907 wurde sie wieder in den aktiven Dienst gestellt und der Nore Division in der neu geschaffenen Home Fleet zugeteilt. Am 14. Juli kollidierte sie während eines Manövers mit der Victorious, erlitt aber keinerlei Schaden. Im Juni 1908 wurde sie zur Devonport Division, im März 1909 zur 3. Division und schließlich im August 1910 zur 4. Division in Devonport versetzt.

### Erster Weltkrieg
Mit dem Beginn des Krieges wurde sie zum 7. Schlachtgeschwader der Kanalflotte vor Portland abkommandiert, um die britischen Expeditionskorps bei ihrer Überfahrt nach Frankreich zu schützen. Anschließend wurde sie als Geleitschutz für kanadische Truppentransporte abkommandiert. Ende Oktober 1914 wurde die Majestic als Wachschiff in die Nore und am 3. November 1914 in den Humber verlegt. Im Dezember 1914 wurde sie Teil der Dover-Patrol und beschoss am 15. Dezember zusammen mit der Revenge die deutsche Küstenartillerie vor Nieuwpoort in Belgien.

#### Schlacht von Gallipoli
Am 1. Februar 1915 wurde das Schiff in die Dardanellen beordert, wo es am Beschuss der Befestigungen am Eingang der Dardanellen teilnahm. Bei ihrer Ankunft am 24. Februar in Tenedos schloss die Majestic sich dem britischen Dardanellengeschwader an und lief am 26. Februar, nachdem die äußeren Verteidigungsanlagen am Kap Helles und Kumkale zerstört waren, zusammen mit der Albion und der Triumph als erstes Schiff in die Meerenge ein. Gegen 9:14 Uhr begannen die drei Schiffe, die halbzerstörten Befestigungen am Kap Helles und Kum Kale von innerhalb der Dardanellen zu beschießen. Der Majestic war außerdem befohlen worden, die Brücke, die über den Küçükmenderes führte, zu zerstören. Im Laufe des Vormittags konnten die Schiffe weiter in die Meerenge einlaufen und dabei die Hauptbefestigungen bei Dardanos beschießen. Gegen 15 Uhr gerieten die Schiffe in schweres Feuer, dabei wurde die Majestic unter der Wasserlinie getroffen, konnte sich jedoch ungefährdet zurückziehen. Vom 1. bis zum 3. März 1915 führte sie Patrouillenfahrten durch und unterstützte die ersten Anlandungsversuche, wobei sie wiederholt unter schweren Artilleriebeschuss geriet. Am 8. März wurde sie nach Mudros abkommandiert, von wo aus sie den Eingang zu den Dardanellen überwachen sollte.

##### Hauptangriff am 18. März
In der Nacht auf den 18. März hatte der osmanische Minenleger Nusret ohne Wissen der Briten und Franzosen eine Reihe von Minen von Kephez quer über die Spitze der Bucht von Eren Köy gelegt. Der britische Plan für den 18. März sah vor, die verbleibenden Verteidigungsanlagen um die Narrows zu überwinden und anschließend ins schwarze Meer einlaufen zu können. Die Schlachtschiffe wurden in drei Linien aufgestellt, zwei britische und eine französische, mit Unterstützungsschiffen an den Flanken und zwei Schiffen in Reserve. Die erste britische Linie eröffnete gegen 11:00 Uhr das Feuer in der Bucht von Eren Köy. Gegen 13:25 Uhr war die osmanische Verteidigung weitgehend zum Schweigen gebracht und Admiral Robeck beschloss, die französische Linie zurückzuziehen und die zweite britische Linie mit der Majestic und der Swiftsure nach vorne zu bringen. Gegen 14:20 Uhr eröffnete die Majestic das Feuer auf die Befestigungsanlage Nr. 9, wobei sie mehrmals getroffen wurde, ohne jedoch Schaden zu nehmen. Nachdem um 18:35 Uhr das Feuer eingestellt worden war, kehrte sie nach Tenedos zurück, wo sie gegen 22:00 Uhr eintraf. Am 22. März nahm sie ihre Patrouillenfahrten vor der Meerenge wieder auf, wobei sie am 28. März und am 14. April mehrere Küstenbatterien beschoss. Am 18. April beschoss sie das britische U-Boot E15, das tags zuvor auf Grund gelaufen war, um zu verhindern, dass es dem Feind in die Hände fiel. Ab dem 21. April kehrte sie zu ihrer Position vor den Dardanellen zurück, um ihre Bewachung der Meerenge fortzusetzen und vom 25. bis zum 26. April gab sie Artillerieunterstützung bei der Landung am Kap Helles.

### Verlust derMajestic

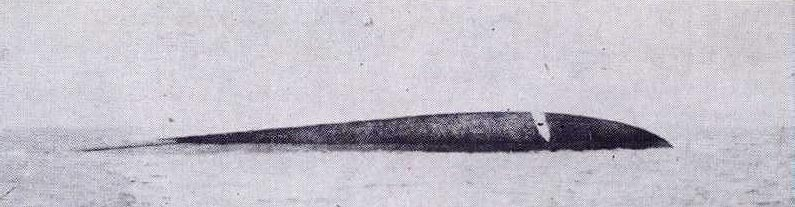
Die gekenterte Majestic 1915

Ende Mai löste die Majestic die Triumph als Flaggschiff von Konteradmiral Stuart Nicholsonden, Befehlshaber des Unterstützungsgeschwaders bei Kap Helles, ab. Am 27. Mai 1915 befand sich die Majestic vor dem Landungsabschnitt „V“ bei Kap Helles, als sie gegen 6:45 Uhr trotz Sicherung durch Zerstörer und Torpedoschutznetze von U21 unter dem Kommando von Otto Hersing torpediert wurde. Es kam zu einer großen Explosion und die Majestic krängte unmittelbar 40 Grad nach Backbord. Wenige Minuten darauf begann das Schiff zu kentern und schließlich zu sinken. In dem nur 16 m tiefen Wasser blieben die Masten der Majestic stecken und ihr Schiffsboden blieb für Monate sichtbar, bis ihr vorderer Mast bei einem Sturm in der Nacht des 17. November 1915 zusammenbrach.

### Das Wrack heute
Die Überreste des Schiffes liegen heute auf der Position
40° 3′ N, 26° 11′ O. Direkt gegenüber an Land befindet sich die Kriegsgräberstätte „V Beach Cemetery“, die nach der Landung am Kap Helles eingerichtet wurde. Insgesamt 696 alliierte Soldaten wurden dort bis 1919 beigesetzt.
Im Oktober 2021 eröffnete die Türkei den „Gallipoli Historical Underwater Park“, ein Unterwassermuseum vor Çanakkale, das für Taucher zugänglich ist. Der Park umfasst eine Reihe von Wracks von Schiffen, die während der Dardanellen- und Gallipoli-Feldzüge versenkt wurden, darunter Majestic und das Schlachtschiff Triumph. Das Wrack der Majestic liegt heute in einer Tiefe von 24 m (79 ft) und ist weitgehend intakt.

## Technik

### Schiffsmaße
Die Majestic hatte eine Länge von 128 m, eine Breite von 23 m und einen Tiefgang von 8,20 m. Sie verdrängte zwischen 15.220 t und 17.882 t. Das Schiff hatte einen Freibord von 7,60 m vorn, 5,26 m mittschiffs und 5,64 m achtern. Der Rumpf bestand aus 78 wasserdichten Abteilungen. Das Schiff hatte einen doppelten Boden und war mit zwei Masten ausgestattet. Die Besatzung bestand aus 672 Offizieren und Mannschaften.

### Antrieb
Der Antrieb bestand aus zwei Dreizylinder-Verbunddampfmaschinen, die jeweils eine Welle antrieben und insgesamt 10.000 Shp (7.500 kW) entwickelten, mit denen das Schiff eine Höchstgeschwindigkeit von 16 Knoten (30 km/h) erreichte. Der Dampf wurde von acht Großwasserraumkesseln geliefert. Das Schiff konnte maximal 1.930 t Kohle oder 508 t Heizöl mitführen, was ihm bei 10 Knoten (19 km/h) eine Reichweite von 7.000 Seemeilen (12.964 km) ermöglichte.

### Bewaffnung
Die Hauptbewaffnung bestand aus vier 305-mm-Hinterladerkanonen in zwei Geschütztürmen, einer vorn und einer achtern. Die Geschütze waren auf 187 t schweren Lafetten mit einem Seitenrichtbereich von −150 bis +150 Grad montiert. Die Kanonen selbst wogen 47 t und hatten bei einer maximalen Elevation von 13,5° und einer Mündungsgeschwindigkeit von 716 m/s eine Reichweite von 13.590 m. Sie verschossen 386 kg schwere Granaten mit einer Kadenz von etwa zwei Schuss pro Minute. Die Sekundärbewaffnung bestand aus zwölf 152-mm-Geschützen. Sie waren in Kasematten in zwei Geschützdecks mittschiffs untergebracht. Die Geschütze waren auf Lafetten mit einem Seitenrichtbereich von +30° bis +150° montiert. Die Kanonen selbst wogen 2,2 t und hatten bei einer maximalen Elevation von 20° und einer Mündungsgeschwindigkeit von 544 m/s eine Reichweite von 9.050 m. Sie verschossen 20,4 kg schwere Granaten mit einer Kadenz von etwa fünf bis sechs Schuss pro Minute. Außerdem trug sie sechzehn 76-mm- und zwölf 47-mm-Schnellfeuergeschütze zur Verteidigung gegen Torpedoboote. Darüber hinaus war sie mit fünf 457-mm-Torpedorohren ausgestattet, von denen vier auf der Breitseite im Schiffsrumpf eingelassen waren und das fünfte sich in einer auf dem Deck montierten Abschussvorrichtung am Heck befand.

### Panzerung
Der Panzergürtel bestand aus 229 mm Harvey-Stahl. Er erstreckte sich über eine Länge von 67 m entlang des Rumpfes und bedeckte die Seite des Schiffes bis 1,68 m oberhalb und 2,90 m unterhalb der Wasserlinie. Der Gürtel war über die Barbetten durch ein 356 mm dickes Querschott vorn und ein 304 mm dickes Schott achtern verbunden. Das gepanzerte Deck, das sich zum Bug und zum Heck hin auf 64 mm reduzierte, war in der Mitte 76 mm dick und hatte 102 mm dicke, abgeschrägte Seiten, die an die Unterkante der Gürtelpanzerung anschlossen. Diese Anordnung sorgte dafür, dass jede Granate, die den Gürtel durchschlug, auch das Deck durchdringen musste, bevor sie die Hauptteile des Schiffes erreichen konnte. Die Barbetten waren oberhalb des gepanzerten Decks mit 355 mm starker Panzerung geschützt und unterhalb mit 178 mm. Die Geschütztürme der 305-mm-Geschütze waren an der Front 254 mm und an den Seiten 140 mm stark gepanzert. Auf der Rückseite hatte die Panzerung 100 mm und auf dem Dach eine Stärke von 50 mm. Die Kasematten der 152-mm-Geschütze waren an der Front 152 mm und an den Seiten 50 mm stark. Das hintere Torpedorohr war mit einem 152 mm dicken Mantel abgedeckt. Der vordere Kommandoturm war vorne und an den Seiten mit 355 mm und auf der Rückseite mit 254 mm starken Panzerplatten geschützt. Der hintere Kommandoturm war rundherum mit 76 mm Panzerung versehen.